# Casa natal de Casimiro de Abreu
A Casa natal de Casimiro de Abreu foi a residência onde o poeta Casimiro de Abreu nasceu, A casa está localizada no distrito de Barra de São João, na cidade de Casimiro de Abreu, no estado do Rio de Janeiro. É um patrimônio cultural nacional, tombado pelo Instituto do Patrimônio Histórico e Artístico Nacional (IPHAN), na data de 13 de março de 1963, sob o processo de nº 613-T-1960.
Atualmente pertence a Secretaria de Estado de Cultura e abriga o Museu Casa de Casimiro de Abreu.

## História
O comerciante e fazendeiro José Joaquim Marques de Abreu, pai de Casimiro de Abreu, construiu na beira do Rio São João, um trapiche para armazenar materiais de seu comércio e ao lado do trapiche, construiu uma casa para servir de residência para a família de José Joaquim Marques de Abreu e Luísa Joaquina das Neves, e no local nasceu Casimiro José Marques de Abreu, que passou sua infância em outra residência e só retornou para esta casa, quando muito doente pela tuberculose, vindo a falecer na residência tempos depois, em 1860. Com o passar dos anos, a casa ruiu, só restando o trapiche. A edificação foi reformada e já abrigou a sede do Governo Municipal.

## Museu Casa de Casimiro de Abreu
Administrado pela Fundação Cultural Casimiro de Abreu, em convênio da Prefeitura com a Secretaria de Estado de Cultura. O museu está aberto ao público, com entrada gratuita. O museu está localizado na Praça das Primaveras, s/n - Barra de São João - Centro.

O acervo do museu possui móveis originais e edições raras do livro As Primaveras. O museu possui duas salas de exposições. Uma abriga mostras temporárias de artistas da região. E a outra, uma exposição permanente sobre a vida de Casimiro de Abreu.